# Parti politique des radicaux
Le Parti politique des radicaux (en néerlandais : Polieteke Partij Radikalen, abrégé en PPR) est un ancien parti politique néerlandais ayant existé entre 1968 et 1990.

## Histoire

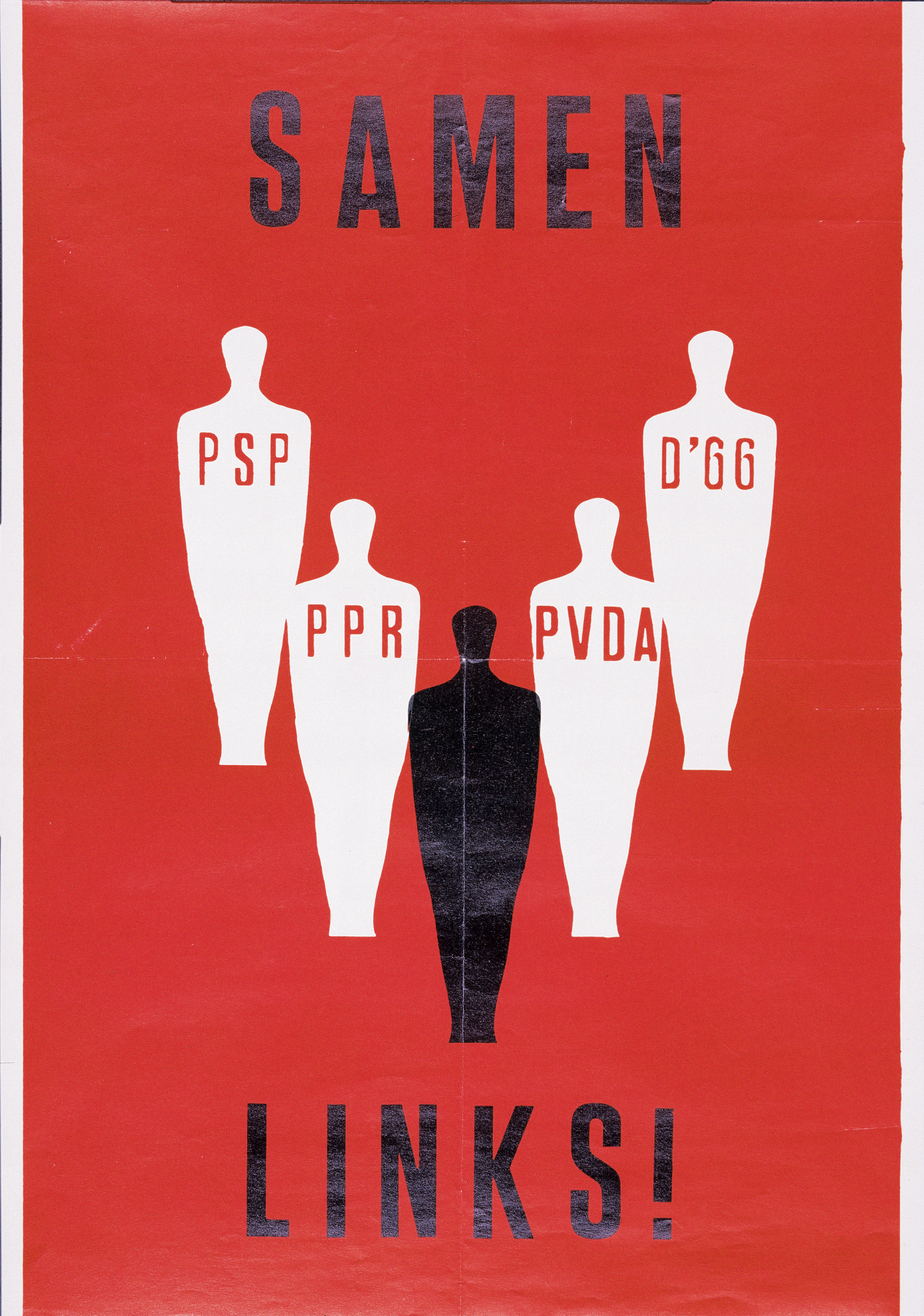
Samen Links !. Affiche pour les élections municipales de 1974 de la coalition entre le PRR, D'66, le PvdA et le PSP.

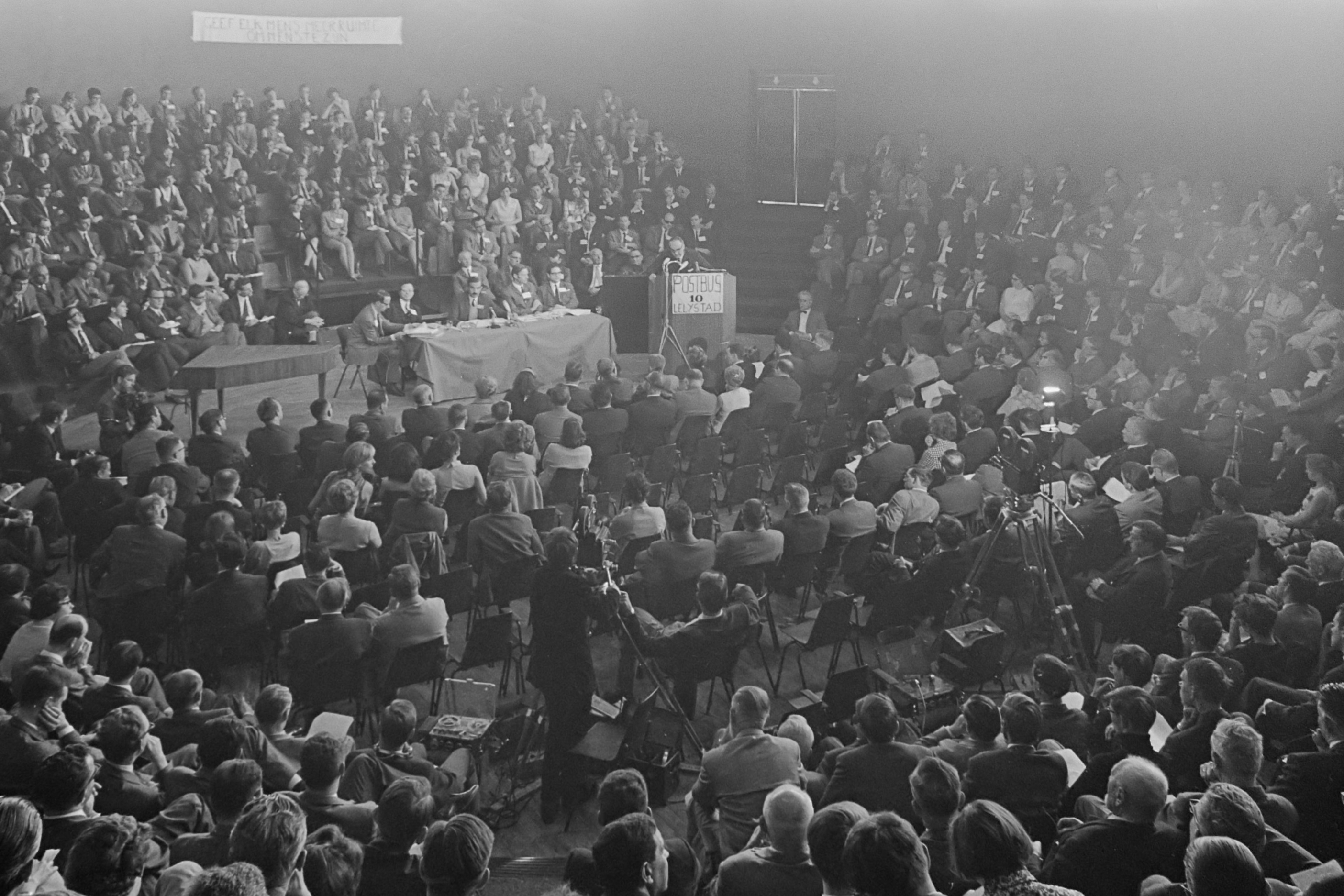
Réunion du PPR à Dronten en 1968.

Le Parti politique des radicaux est fondé en 1968 par des membres des tendances progressistes du Parti antirévolutionnaire (ARP) et du Parti populaire catholique (KVP) partisans de l'alliance avec le Parti travailliste (PvdA) et hostiles aux coalitions de centre droit. 
Le PPR est d'abord allié au PvdA et aux Démocrates 66 (D'66) avant de se rapprocher de forces plus à gauche, le Parti socialiste pacifiste (PSP) et le Parti communiste des Pays-Bas (CPN), avec lesquels il forme en 1984 l'« Accord progressiste vert ». Ces trois mouvements et le Parti populaire évangélique (EVP) fusionnent au sein de la Gauche verte (GL) le 24 novembre 1990.

## Idéologie
Rassemblant des chrétiens de gauche, le PPR fait campagne pour en faveur de l'écologie, du désarmement.

## Dirigeants
- Jacques Aarden (1968-1972)
- Bas de Gaay Fortman (1972-1977)
- Ria Beckers (1977-1989)

## Résultats électoraux

### Élections législatives
| Année | Voix                  | %                     | Sièges                | Rang | Gouvernement |
| ----- | --------------------- | --------------------- | --------------------- | ---- | ------------ |
| 1971  | 116 049               | 1,8                   | 2 / 150               | 10e  | Opposition   |
| 1972  | 354 829               | 4,8                   | 7 / 150               | 5e   | Den Uyl      |
| 1977  | 177 010               | 2,1                   | 3 / 150               | 5e   | Opposition   |
| 1981  | 171 042               | 2,0                   | 3 / 150               | 8e   | Opposition   |
| 1982  | 136 446               | 1,7                   | 2 / 150               | 8e   | Opposition   |
| 1986  | 115 203               | 1,3                   | 2 / 150               | 6e   | Opposition   |
| 1989  | au sein d'Arc-en-Ciel | au sein d'Arc-en-Ciel | au sein d'Arc-en-Ciel | 6e   | Opposition   |

### Parlement européen
| Année | Voix  | Mandats | Rang | Groupe |
| ----- | ----- | ------- | ---- | ------ |
| 1979  | 1,6 % | 0 / 25  | 8e   |        |
| 1984  | 5,6 % | 1 / 25  | 4e   | ARC    |
| 1989  | 7,0 % | 1 / 25  | 4e   | Verts  |